# ジル・ケリー

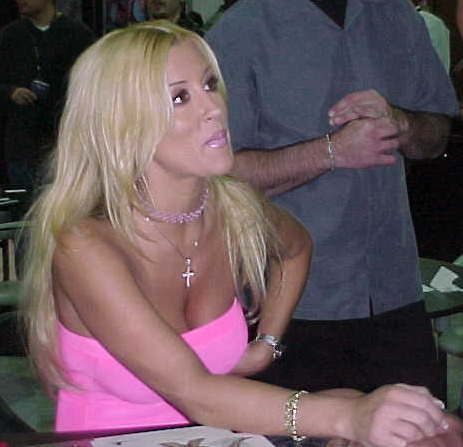
ジル・ケリー

ジル・ケリー（Jill Kelly、1971年2月1日-）はカリフォルニア州ポモナ生まれのアメリカ人ポルノ女優である。本名はAdrianna Mooreという。身長165cm、スリーサイズは94、61、91。AVN殿堂のメンバーである。

## 経歴
10年のキャリアで、420本以上のポルノ映画に出演した。ポルノ映画への出演でよく知られるが、スパイク・リーのラストゲームやOrgazmoなどのハリウッド映画への出演もある。
15歳の時に、18歳と嘘をついてカリフォルニア州オンタリオでストリッパーとして働き始めた。当時の恋人と別れた後、本当の年齢を打ち明けると仕事を解雇された。後にケリーが18歳の時、戻ってきたが、誰も気づかなかったという。
後にサンフランシスコのO'Farrell Theatreでティファニー・ミリオンとライブセックスショーをするようになった。1993年に彼女らは2人でラスベガスを訪れ、AVN賞の授賞式を見物している。
最初に役がついた映画は、1991年のThe Roller Blade Sevenというアクションアドベンチャー映画だった。その後も何本かの一般作に出演した。
1993年にCal Jammerと出会い、1ヵ月後に結婚した。
1998年10月に自身のプロダクションを立ち上げたが、2006年4月には倒産しペントハウスに買収された。ペントハウスは未公開作を含め、プロダクションを買い取るのに176万5000ドルを支払った。
Corey Jordanとの1年の結婚生活で2度妊娠し、2度とも流産、そのうち1度は子宮外妊娠だったと述べている。2004年10月、離婚を発表した。

## 受賞
- 2003年 AVN殿堂顕彰